# Carico sospeso
Per la definizione di Carico Sospeso, il Ministero dell'Interno, Dip.to dei Vigili del Fuoco, del Soccorso Pubblico e della Difesa Civile, di concerto con il Consiglio Superiore dei Lavori Pubblici e il Ministero delle Infrastrutture e dei Trasporti, ha aggiornato la precedente circolare 01/01/2011 nr 1689, promulgando la nuova Circolare 30-10-2023 nr. 15985.
La nuova circolare tratta la "verifica della solidità dei carichi sospesi statici e/o dinamici nei locali di pubblico spettacolo di tipo temporaneo o permanente".
Ai fini della nuova Circolare M.I. 15985, la nozione di "carico sospeso" è da intendersi come un insieme costituito da elementi semplici o complessi (scenotecnici, scenografici, di arredo o altro), posti in altezza, ancorati in sospensione o appoggiati in quota, ovvero movimentati meccanicamente, prima e durante lo spettacolo, mediante gru, argani, paranchi, carri ponte, elevatori, piattaforme o similari.
L’attuale strumento normativo è volto a dare indicazioni relative al controllo delle installazioni di carichi sospesi fissi (carichi statici) o condotti in movimento (carichi dinamici) al di sopra di palcoscenici e platee, ovvero sospesi al di sopra o in prossimità di aree di stazionamento o passaggio del pubblico, ovvero anche di aree di esclusiva pertinenza degli operatori dello spettacolo.
Nel suo interno, vengono individuate le tipologie più ricorrenti di carichi sospesi e dei relativi sistemi di sospensione (semplici o complessi) normalmente impiegati nell'ambito dei locali o luoghi di pubblico spettacolo, permanenti o temporanei, soggetti al parere delle Commissioni di Vigilanza, precisando la necessità di stabilire un coefficiente di sicurezza dei carichi, la cui ridondanza dovrà essere almeno pari a 6 per carichi statici e pari a 10 per carichi dinamici.

## Tipologie
Secondo la Circolare Ministero dell'Interno 15985 le tipologie più ricorrenti di carichi e relativi sistemi di sospensione possono essere raggruppati in tre categorie:
- Carico sospeso fisso: carico sospeso vincolato ad uno o più punti di una struttura portante superiore od inferiore ivi compresi eventuali accessori (funi, tiranti, catene, staffe e similari).
- Carico sospeso dinamico: carico sospeso vincolato tramite un organo movimentato da una macchina o tramite un sistema complesso di sollevamento in grado di muoversi nello spazio in una o più direzioni.
- Carico sospeso ad un organo di sollevamento: carico sospeso vincolato tramite un elemento mobile sia esso fune, catena, cinghia o banda ad una macchina ovvero ad un sistema complesso di sollevamento.

Posto il fatto che tali elementi possono essere distinti in sistemi semplici e sistemi complessi di sollevamento,  trovando impiego in locali e siti permanenti e/o temporanei, tutti questi tipi di carichi sospesi sono soggetti al parere della Commissione di Vigilanza ai fini del rilascio, da parte del Comune, della licenza di cui agli articoli 68 e 80 del TULPS.
Per gli elementi scenotecnici e scenografici (ad esempio schermi "led-wall", proiettori, corpi illuminanti, diffusori audio, strutture tralicciate "americane", pedane per sollevamento scene o artisti, etc.), aggiuntivi rispetto alla struttura esistente ovvero approntata allo scopo, occorre verificare la sicurezza statica e dinamica degli stessi elementi al fine di garantirne l'idoneità di installazione, di ancoraggio e degli interventi di manutenzione.
La nuova Circolare definisce le componenti essenziali che formano i carichi sospesi; indica la consistenza e il contenuto delle certificazioni analitiche che gli addetti alle verifiche devono produrre in fase di agibilità, con un particolare rimando al concetto di valutazione dei carichi sospesi con strumenti di pesatura in tempo reale dotati di dinamometri elettronici informatizzati, con lettura dei dati costante ad intervalli massimi di 1 secondo, in grado di fornire e trasferire i dati delle masse applicate ai punti di sospensione anche durante la movimentazione delle strutture e dei macchinari atti alla produzione dello spettacolo.
La Circolare 30-10-2023 nr. 15985 è stata inviata a tutti i Prefetti delle Province Italiane, ai Comandi Regionali e Provinciali dei VV.F. al Gabinetto del Ministro dell'Interno e al Capo del Corpo Nazionale dei VV.F. e a loro volta inoltrata agli Ordini Professionali e alle Amministrazioni Comunali "affinché sia assicurata la più ampia diffusione".

## Note

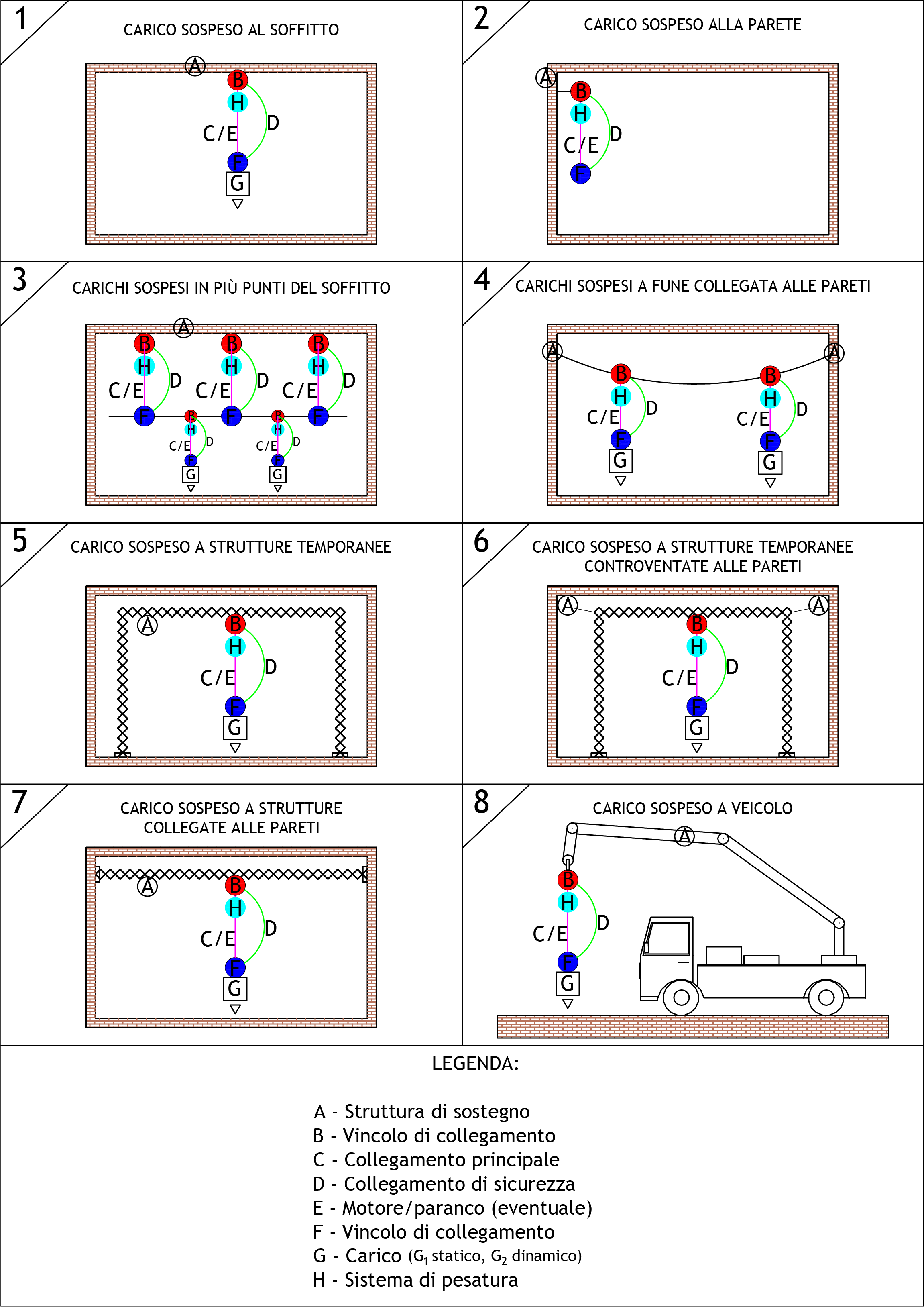
Schemi tipologie di possibili carichi sospesi